# Джуниор
«Джуниор» (англ. Junior — в пер. с англ. «младший») — американский кинофильм в жанре научно-фантастической комедии. Главные роли исполнили Арнольд Шварценеггер, Дэнни Де Вито, Эмма Томпсон и Памела Рид. Фильм получил смешанно-негативные отзывы критиков, но в 1995 году был номинирован на премию «Оскар» в категории «Лучшая песня», а Арнольд Шварценеггер и Эмма Томпсон были за свои работы номинированы на Золотой глобус.

## Сюжет
Доктора́ Алекс Хесс (Арнольд Шварценеггер) и Ларри Арбогаст (Дэнни Де Вито) работают над решением проблемы выкидышей во время беременности. Но наблюдательный совет, а потом и глава лаборатории Ноа Бейнс (Фрэнк Ланджелла) отклоняют проект. Алекс лишается своей лаборатории, которую занимает новая сотрудница — доктор Диана Реддин (Эмма Томпсон), специализирующаяся на экспериментах по заморозке донорских яйцеклеток.
Алекс собирается вернуться в Европу, чтобы начать исследования там, но Ларри сообщает ему, что нашёл частную фармацевтическую компанию в Канаде, которая готова с ними сотрудничать. Он уговаривает Алекса провести эксперимент на человеке тайно, а в качестве подопытного предлагает использовать самого Алекса, т.к. препарат способен действовать на любой пол. Не сумев найти у коллег яйцеклетку анонимного донора, Ларри крадёт одну из яйцеклеток (под именем Джуниор на пробирке) из банка доктора Реддин, не подозревая, что это её собственная яйцеклетка, которую она заморозила на будущее; Алексу он не сообщает о краже. Он производит экстракорпоральное оплодотворение яйцеклетки с помощью семени Алекса и вводит получившийся эмбрион в его брюшную полость. На следующее утро анализ подтвердил беременность Алекса. На время эксперимента он переселяется в дом к Ларри под постоянное наблюдение.
Теперь в течение нескольких недель Алекс должен принимать Экспектан каждые 4 часа, чтобы его организм не отверг эмбрион, после чего эксперимент будет считаться успешно проведённым и они получат контракт. Однако во время беременности гормональные пертурбации организма пробудили в Алексе глубокие материнские чувства, и когда эксперимент уже считался законченным, он продолжил принимать Экспектан в тайне от Ларри.
Когда скрывать явно увеличенный живот стало уже невозможно, обо всём догадавшийся Ларри вернул Алекса к себе в дом, чтобы спрятать его от зорких глаз главы лаборатории Бейнса. Поначалу Ларри весьма раздражён решением друга, но затем смягчается и начинает его поддерживать. Однако Бейнс, проверив счета, выписываемые на компоненты для препаратов лаборатории доктора Реддин, убеждается, что в лабораторию по-прежнему поступают реагенты для производства Экспектана. Бейнс тайно проникает в комнату Алекса в доме Ларри и крадёт использованную пробирку из-под Экспектана, чтобы провести анализ.
Попутно развиваются отношения между Алексом и Дианой. Они испытывают сильную симпатию друг к другу и чуть не вступают в интимные отношения. Их прерывает бывшая жена Ларри Анджела (Памела Рид), тоже беременная, но от другого мужчины, которому ребёнок не нужен. Алекс решает дать имя своему ребёнку и называет его Джуниор, так как это имя подходит и для мальчика и для девочки. Ларри, узнав об этом, случайно проговаривается, что яйцеклетка, которую они оплодотворили и имплантировали Алексу в организм, была в банке яйцеклеток под именем Джуниор, удивляясь такому совпадению. На свидании Диана рассказывают Алексу, как начала эксперименты по заморозке и в качестве первой использовала свою собственную яйцеклетку, назвав её Джуниор. Алекс догадывается, что натворил Ларри.
В очередной раз увидев Алекса на территории Университета и сопоставив его огромный живот и результаты анализа остатков Экспектана, Бейнс в шоке понимает, что Ларри и Алекс тайно проводят эксперимент на себе. Желая получить лавры первооткрывателя мужской беременности, он пытается силой увести Алекса в лабораторию для экспериментов, однако тот сумел сбежать.
Ларри, загримировав Алекса под женщину, прячет его в загородном санатории для беременных; собрав все данные об эксперименте, он отправляет их в Канаду и заключает контракт. Алекс признаётся во всём Диане, ведь он фактически вынашивает их общего ребёнка. Диана не сразу, но прощает его, и они мирятся, планируя свою будущую совместную жизнь. Через некоторое время начинаются схватки. Ларри закрывает на приём свою клинику экстракорпорального оплодотворения, чтобы в спокойной обстановке произвести кесарево сечение Алексу. Однако один из уборщиков, работающий на Бейнса, сообщает ему, что в клинике готовится что-то странное. Бейнс собирает толпу репортёров и ректора Университета у входа в клинику Ларри, в разговоре с ними присваивая себе идею эксперимента. Однако Ларри вовремя получает предупреждение от коллег и обводит Бейнса вокруг пальца: Алекс и Диана проникают в клинику через чёрный ход, а сам Ларли подвозит к главному входу беременную Анджелу. Репортёры разочаровываются в обмане, а ректор Университета увольняет Бейнса.
Во время родов Алекса начинаются схватки и у Анджелы. Дети появляются на свет почти одновременно. У Алекса и Дианы девочка Джуниор, а у Анджелы мальчик Джейк. Ларри предлагает Анджеле начать всё сначала и усыновляет мальчика.
Через год они все вместе отдыхают на берегу океана. Диана уже беременна вторым у них с Алексом ребёнком. Она говорит, что Ларри и Анджеле нужен ещё один ребёнок. Анджела согласна с этим, но отнекивается, что второй раз пойти на беременность для неё будет слишком тяжело. Алекс говорит, что это не обязательно должна быть она. Ларри, поняв, куда клонит Алекс, берёт сына на руки и начинает убегать. Все вместе они смеются и догоняют Ларри, уговаривая его испытать беременность на себе.

## В ролях
- Арнольд Шварценеггер — доктор Алекс Хесс
- Дэнни Де Вито — доктор Ларри Арбогаст
- Эмма Томпсон — доктор Диана Реддин
- Памела Рид — Анджела
- Фрэнк Ланджелла — Ноа Бейнс
- Аида Туртурро
- Джеймс Экхауз
- Меган Кавана — Уиллоу
- Уэлкер Уайт — Дженни
- Джуди Коллинз — Наоми
- Кэтлин Шелфант
- Мерл Кеннеди — Саманта

## Съёмочная группа
- Режиссёр: Айван Райтман
- Сценарий: Крис Конрад, Кевин Уэйд
- Продюсер: Айвэн Райтман
- Исполнительные продюсеры: Беверли Дж. Кэйм, Дэниэл Голдберг, Джо Меджак
- Оператор: Адам Гринберг
- Художник: Стивен Джей Лайнуивер
- Композитор: Джеймс Ньютон Ховард, Коул Портер
- Монтаж: Грин Брикмонт, Шелдон Кан
- Костюмы: Альберт Вольски

## Номинации кинопремий
«Оскар» (1995)
- Номинация в категории «лучшая музыка» (за песню Look What Love Has Done)[1]

«Золотой глобус» (1995)
- Номинация в категории «лучшая мужская роль» (Арнольд Шварценеггер)
- Номинация в категории «лучшая женская роль» (Эмма Томпсон)
- Номинация в категории «лучшая музыка» (за песню Look What Love Has Done)[2]